# 119 км (зупинний пункт, Придніпровська залізниця, Павлоградський район)
119 кіломе́тр — пасажирська зупинна залізнична платформа Дніпровської дирекції Придніпровської залізниці на лінії Новомосковськ-Дніпровський — Павлоград I.
Платформа розташована у с-щі Новоселівське Павлоградського району Дніпропетровської області між станціями Мінеральна (18 км) та Павлоград I (8 км).
На платформі зупиняються електропоїзди.